# 1542 год
1542 (ты́сяча пятьсо́т со́рок второ́й) год  по юлианскому календарю — невисокосный год, начинающийся в воскресенье. Это 1542 год нашей эры, 2‑й год 5‑го десятилетия XVI века 2‑го тысячелетия, 3‑й год 1540‑х годов. Он закончился 483 года назад.
| Пн | Вт | Ср | Чт | Пт | Сб | Вс |
|    |    |    |    |    |    | 1  |
| 2  | 3  | 4  | 5  | 6  | 7  | 8  |
| 9  | 10 | 11 | 12 | 13 | 14 | 15 |
| 16 | 17 | 18 | 19 | 20 | 21 | 22 |
| 23 | 24 | 25 | 26 | 27 | 28 | 29 |
| 30 | 31 |    |    |    |    |    |

| Пн | Вт | Ср | Чт | Пт | Сб | Вс |
|    |    | 1  | 2  | 3  | 4  | 5  |
| 6  | 7  | 8  | 9  | 10 | 11 | 12 |
| 13 | 14 | 15 | 16 | 17 | 18 | 19 |
| 20 | 21 | 22 | 23 | 24 | 25 | 26 |
| 27 | 28 |    |    |    |    |    |

| Пн | Вт | Ср | Чт | Пт | Сб | Вс |
|    |    | 1  | 2  | 3  | 4  | 5  |
| 6  | 7  | 8  | 9  | 10 | 11 | 12 |
| 13 | 14 | 15 | 16 | 17 | 18 | 19 |
| 20 | 21 | 22 | 23 | 24 | 25 | 26 |
| 27 | 28 | 29 | 30 | 31 |    |    |

| Пн | Вт | Ср | Чт | Пт | Сб | Вс |
|    |    |    |    |    | 1  | 2  |
| 3  | 4  | 5  | 6  | 7  | 8  | 9  |
| 10 | 11 | 12 | 13 | 14 | 15 | 16 |
| 17 | 18 | 19 | 20 | 21 | 22 | 23 |
| 24 | 25 | 26 | 27 | 28 | 29 | 30 |

| Пн | Вт | Ср | Чт | Пт | Сб | Вс |
| 1  | 2  | 3  | 4  | 5  | 6  | 7  |
| 8  | 9  | 10 | 11 | 12 | 13 | 14 |
| 15 | 16 | 17 | 18 | 19 | 20 | 21 |
| 22 | 23 | 24 | 25 | 26 | 27 | 28 |
| 29 | 30 | 31 |    |    |    |    |

| Пн | Вт | Ср | Чт | Пт | Сб | Вс |
|    |    |    | 1  | 2  | 3  | 4  |
| 5  | 6  | 7  | 8  | 9  | 10 | 11 |
| 12 | 13 | 14 | 15 | 16 | 17 | 18 |
| 19 | 20 | 21 | 22 | 23 | 24 | 25 |
| 26 | 27 | 28 | 29 | 30 |    |    |

| Пн | Вт | Ср | Чт | Пт | Сб | Вс |
|    |    |    |    |    | 1  | 2  |
| 3  | 4  | 5  | 6  | 7  | 8  | 9  |
| 10 | 11 | 12 | 13 | 14 | 15 | 16 |
| 17 | 18 | 19 | 20 | 21 | 22 | 23 |
| 24 | 25 | 26 | 27 | 28 | 29 | 30 |
| 31 |    |    |    |    |    |    |

| Пн | Вт | Ср | Чт | Пт | Сб | Вс |
|    | 1  | 2  | 3  | 4  | 5  | 6  |
| 7  | 8  | 9  | 10 | 11 | 12 | 13 |
| 14 | 15 | 16 | 17 | 18 | 19 | 20 |
| 21 | 22 | 23 | 24 | 25 | 26 | 27 |
| 28 | 29 | 30 | 31 |    |    |    |

| Пн | Вт | Ср | Чт | Пт | Сб | Вс |
|    |    |    |    | 1  | 2  | 3  |
| 4  | 5  | 6  | 7  | 8  | 9  | 10 |
| 11 | 12 | 13 | 14 | 15 | 16 | 17 |
| 18 | 19 | 20 | 21 | 22 | 23 | 24 |
| 25 | 26 | 27 | 28 | 29 | 30 |    |

| Пн | Вт | Ср | Чт | Пт | Сб | Вс |
|    |    |    |    |    |    | 1  |
| 2  | 3  | 4  | 5  | 6  | 7  | 8  |
| 9  | 10 | 11 | 12 | 13 | 14 | 15 |
| 16 | 17 | 18 | 19 | 20 | 21 | 22 |
| 23 | 24 | 25 | 26 | 27 | 28 | 29 |
| 30 | 31 |    |    |    |    |    |

| Пн | Вт | Ср | Чт | Пт | Сб | Вс |
|    |    | 1  | 2  | 3  | 4  | 5  |
| 6  | 7  | 8  | 9  | 10 | 11 | 12 |
| 13 | 14 | 15 | 16 | 17 | 18 | 19 |
| 20 | 21 | 22 | 23 | 24 | 25 | 26 |
| 27 | 28 | 29 | 30 |    |    |    |

| Пн | Вт | Ср | Чт | Пт | Сб | Вс |
|    |    |    |    | 1  | 2  | 3  |
| 4  | 5  | 6  | 7  | 8  | 9  | 10 |
| 11 | 12 | 13 | 14 | 15 | 16 | 17 |
| 18 | 19 | 20 | 21 | 22 | 23 | 24 |
| 25 | 26 | 27 | 28 | 29 | 30 | 31 |

## События
- 1493—1593 — Столетняя хорватско-османская война. Серия вооружённых конфликтов между Королевством Хорватия и Османской империей[1].
- 1507—1622 — Португало-персидская война. Ряд вооружённых конфликтов между колониалистской Португалией и вассальным Ормузом, с одной стороны, и Сефевидской империей, поддерживаемой англичанами, с другой[2].
- 1511—1641 — Малайско-португальская война. Вооружённый конфликт XVI-XVII веков, в котором Малаккский султанат при поддержке империи Мин, Голландской Ост-Индской компании (с 1607) и Джохора безуспешно сопротивлялся Португальской империи, стремившейся захватить Малакку и установить контроль над торговлей между Индией и Китаем[3].
- 1514—1555 — Турецко-персидская война[4].
- 1526—1543 — пять походов турок против Венгрии.
- 1529—1543 — Адало-эфиопская война[5].
- 1538—1557 — Португало-турецкая война[6].
- 1539—1542 — большие стачки типографских рабочих в Париже и Лионе.

- 1540—1547 — Австро—турецкая война[7].
- 1541—1546 — испанцы завоёвывают Юкатан, подавив героическое сопротивление майя.
- 1541—1542 — Франсиско де Орельяна (1505/11-1546/50) первым из европейцев пересек Южную Америку в самой широкой части материка, проследил среднее и нижнее течение Амазонки. А. Н. Кавеса де Вака открыл среднее течение р. Парана.

- 1542—1543 — восстание Нильса Даке. Крестьянский бунт во главе с мелким землевладельцем Нильсом Даке в Смоланде (Швеция)[8].
- 1542—1546 — началась Итальянская война[9].
- 21 июля — Павел III официально утвердил Римскую Инквизицию и распространил её власть на весь христианский мир.
  - В Италии реорганизована инквизиция и создан трибунал в Риме. Опубликован Индекс запрещённых книг, отменённый лишь Вторым Ватиканским собором (1962—1965).
- 12 февраля — Орельяна со своими спутниками выплыл к месту соединения трёх рек, самой широкой из которых была река, впоследствии названная им Амазонкой.
- 20 ноября — по инициативе Бартоломео де Лас Касаса Карл V издал «Новые законы» о гуманном отношении к индейцам.
- 24 ноября —  битва при Солуэй-Моссе[10].
- Яков V проиграл войну с Англией и умер. Регентшей стала Мария де Гиз, а Марию Стюарт отправили во Францию.
- Варшава стала столицей Польши.
- Племена яга разрушили столицу Конго.
- Первые португальские купцы и миссионеры-иезуиты появились на острове Кюсю и привезли в Японию огнестрельное оружие и христианство.
- Португальцы достигли берегов Японии (острова Танэгасима) и основали там первую европейскую факторию.
- Было создано вице-королевство Перу, в которое входила вся Испанская Южная Америка за исключением Венесуэлы и Панамы.
- 1542, 1545 — введение испанцами в своих американских владениях энкомиенды — феодальной зависимости индейцев от испанских колонистов.
- Из порта Акапулько (Мексика) к Филиппинам направлена экспедиция Руй Лопеса Вильяловоса для изучения морского пути в Тихом океане.
- Основан Сан-Диего, город, с которого началась Калифорния.
- Сагиб ! Гирей проводя активную экспансию на Кавказе, совершил военный поход на адыгов, усилил свои позиции  в Кабарде (данные походы были совершены в 1539, 1544/1545, 1545/1546, и 1550/1551 годах)[11].
- Сигизмунд I Старый заключил союз с Крымским ханством против Русского государства (см. 1507, 1512, 1532, 1535, 1540)[12].

## Русское государство
Правление: опекунский совет Шуйских при малолетнем Иване IV Васильевиче Грозном
- 3 января (по другим данным 2) — Иван Шуйский, без ведома великого князя, составил обширный заговор, вновь арестовал и отправил в ссылку на Белоозеро Ивана Бельского и его сторонников[13].
- 4 января — в Москву вступает "ратью" Иван Васильевич Шуйский (ум. 14 мая) и его сын Пётр Иванович. Заговорщики Шуйские, прибывшие в столицу с отрядом дворян, самовольно занимают место во главе Боярской думы[13].
- Силой сведён с кафедры и сослан в Кирилло-Белозёрский монастырь митрополит Иосаф[13].
  - 19 марта — митрополичий престол занимает новгородский архиепископ Макарий[13].
- Май — на Белоозере, по указанию Шуйских, убиты сосланные князья Бельские[13].
- Несмотря на временное перемирие с Крымским ханством, состоялись несколько небольших набегов крымцев, главным образом на "рязанские места"[14].
  - Зарайский кремль выдержал осаду крымских татар[15].
  - Сагиб I Гирей в конфликте с Русским государством перешёл в рамки дипломатического противостояния[16].
- 1539—1544 — периодические набеги Казанского ханства на Русское государство, при координации своих действий с правителями: ВКЛ, Ногайской Орды и Крымского ханства[17].
  - В этом году два набега Казанского ханства на Русское государство[18].

- Пожалованы окольничеством: Плещеев Фёдор Михайлович[19].

## Начало правления
См.также: Список глав государств в 1542 году
- 1542—1567 — Мария Стюарт, королева Шотландии.

## Наука и искусство
- Немецкий ботаник Карл Антон Мейер (C.A. Meyer) описывает растение женьшень в своей европейской исследовательской работе по ботанике.

## Родились

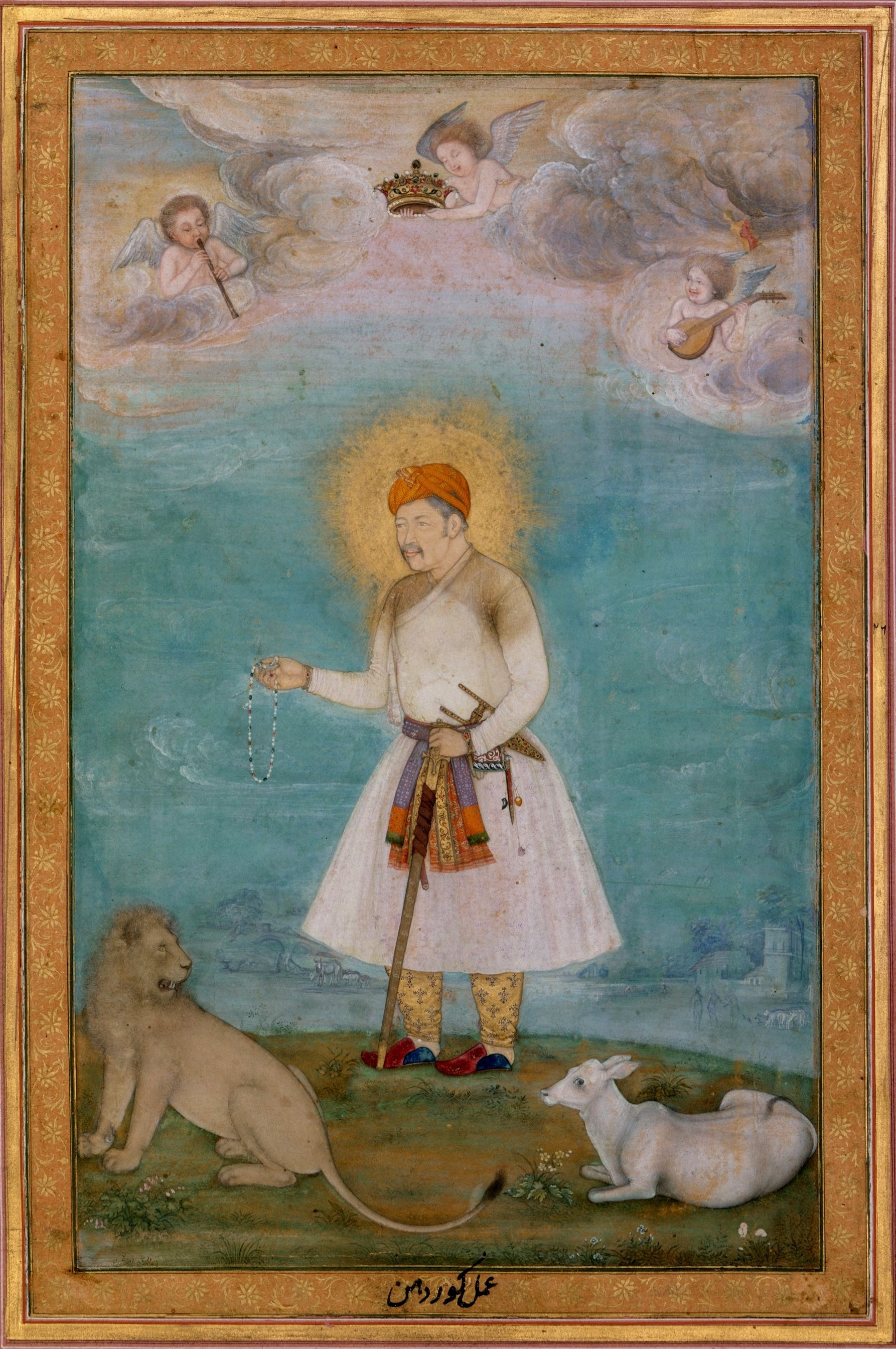
Портрет Акбара I

См. также: Категория:Родившиеся в 1542 году
- 19 марта — Замойский, Ян, польский государственный деятель.
- 24 июня — Иоанн Креста, католический святой, писатель и поэт мистик.
- 14 октября — Акбар Великий, император Индии, третий падишах династии Великих Моголов, тимурид, внук Бабура-тигра.
- 8 декабря — Мария Стюарт, шотландская королева.
- 15 декабря — Сёгун Иэясу Токугава, основавший династию сёгунов правившую Японией с 1603 по 1868 год.
- Беллармин, Роберт — учёный иезуит.
- Леонардо, Джованни ди Бона — итальянский шахматист, один из первых европейских мастеров.
- Хаттори Хандзо — самурай и полководец эпохи Сэнгоку, глава рода ниндзя из провинции Ига.
- Цуккаро, Федерико — итальянский художник эпохи маньеризма и теоретик искусства.

## Скончались

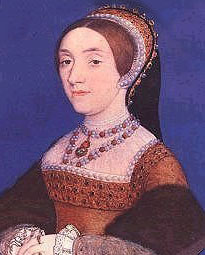
Портрет Екатерины Говард

См. также: Категория:Умершие в 1542 году
- 13 февраля — Екатерина Говард, пятая жена Генриха VIII (обезглавлена).
- 14 мая — Иван Васильевич Шуйский, наместник московский, глава Боярской думы[13].
- Боскан, Хуан — испанский поэт, основатель «итальянской» поэтической школы.
- Гэндун Гьяцо — второй Далай-лама Тибета.
- Колонна, Виттория — маркиза де Пескара, итальянская поэтесса, подруга Микеланджело Буонарроти.
- Лапу-Лапу — вождь острова Мактан, известный, как первый филиппинский борец с испанскими колонизаторами, национальный филиппинский герой, убийца мореплавателя Магеллана.
- Лиза дель Джокондо — знатная флорентийка, предположительно изображённая на знаменитой картине Леонардо да Винчи.
- Сото, Эрнандо де — испанский мореплаватель.
- Уайетт, Томас — английский государственный деятель и поэт.
- Яков V — король Шотландии (1513—1542) из династии Стюартов.